# Fine day
『fine day』（ファイン・デイ）は、平松愛理の9枚目のオリジナル・アルバム。

## 収録曲
全作詞・作曲：平松愛理　編曲：清水信之（特記以外）
1. ドラマの予感（album ver.）
「宇宙でたったひとつの今日」のc/w曲
2. Shocking Blue
森口博子へ提供した楽曲のセルフカバー。
3. この街のどこかで（album ver.）
21枚目のシングル。
4. あなたに教えたい
沢田知可子へ提供した楽曲のセルフカバー。
5. ビビッとドキッとGood Day（album ver.）
19枚目のシングル。
6. Out Of Rule
7. Someday Everyday
編曲：清水信之・坂元裕介
森口博子へ提供した楽曲のセルフカバー。
8. 宇宙でたったひとつの今日（album ver.）
20枚目のシングル。
9. それなりの明日（album ver.）
「この街のどこかで」のc/w曲
10. カラ元気
11. 宇宙でたったひとつの今日（single ver.）
12. この街のどこかで（single ver.）